# 負けるな!熱血ハナコのお笑い部
『負けるな!熱血ハナコのお笑い部』（まけるな!ねっけつはなこのおわらいぶ）は、テレビ埼玉（テレ玉）制作の
バラエティ番組。
「ワタナベ学園」における弱小のお笑い部を舞台としハナコの秋山が部長、岡部が校長、菊田が顧問を務める。
テレビ埼玉で2022年4月27日〜2023年3月22日の毎週水曜日23:30-24:00に放送されていた。YouTubeのテレ玉公式チャンネルにて見逃し配信がされている。

## 出演者
- ハナコ
- ワタナベエンターテインメントの若手
  - Gパンパンダ、ぱーてぃーちゃん、ゼンモンキーなど

## 放送局
| 放送対象地域 | 放送局       | 放送日時                 | 備考   |
| ------------ | ------------ | ------------------------ | ------ |
| 埼玉県       | テレビ埼玉   | 水曜 23時30分 - 24時00分 | 製作局 |
| 神奈川県     | tvk1         | 土曜 1時00分 - 1時30分   |        |
| 千葉県       | チバテレ     | 木曜 22時00分 - 22時30分 |        |
| 栃木県       | とちぎテレビ | 土曜 14時00分 - 14時30分 |        |
| 群馬県       | 群馬テレビ   | 月曜 23時30分 - 24時00分 |        |
| 兵庫県       | サンテレビ   | 金曜 21時30分 - 22時00分 |        |
| 愛知県       | テレビ愛知   | 火曜 1時00分 - 1時30分   |        |
| 北海道       | 北海道テレビ | 木曜 1時55分 - 2時25分   |        |
| 秋田県       | AAB          | 月曜 0時50分 - 1時20分   |        |
| 長野県       | 長野朝日放送 | 月曜 1時20分 - 1時50分   |        |